# Ashton Carter
Ashton Baldwin "Ash" Carter (Filadelfia, 24 de septiembre de 1954-Boston, 24 de octubre del 2022) fue un físico y profesor de Harvard quien ocupó el puesto de Secretario de Defensa de los Estados Unidos desde el 17 de febrero de 2015 hasta el 20 de enero de 2017. Anteriormente, Carter ejerció como subsecretario para Armamento y Tecnología del Departamento de Defensa entre 2009 y 2011, y como subsecretario de Defensa entre 2011 y 2013.

## Primeros años
Se licenció en Física e Historia Medieval por la Universidad de Yale en 1976. Posteriormente comenzó a trabajar como asociado en diferentes institutos tecnológicos y científicos como el Laboratorio Nacional de Brookhaven o la Universidad Rockefeller. 
En 1979 obtuvo el doctorado en física teórica y desarrolló cursos de física nuclear en la Universidad de Oxford donde consiguió además una beca para trabajar en el MIT de California y en la Universidad de Edimburgo. Durante su período en el MIT, fue investigador en el Centro Internacional de Estudios, codirigiendo entre 1982 y 1984 un equipo encargado de evaluar la Iniciativa de Defensa Estratégica del gobierno de Reagan, alertando que dicho proyecto no serviría para salvar los Estados Unidos en caso de guerra nuclear.  
En 1984 ingresa en la Universidad de Harvard como profesor asistente, siendo nombrado profesor asociado en 1986, trabajando además en el Centro Belfer para la Ciencia y Asuntos Internacionales. En 1990 fue nombrado Director del Kennedy School of Government, centro que dirigió hasta 1993. Durante este periodo, dirigió también proyectos de investigación en la Universidad de Stanford y fue  decano de la Facultad de Relaciones Internacionales y Globales de Harvard.

## Carrera política
Con la llegada de Clinton a la Casa Blanca, fue nombrado subsecretario asistente de Defensa para la Política de Seguridad Internacional, desempeñando el cargo hasta 1996. Durante su primer periodo en la administración, se encargó de dirigir desde el Departamento de Defensa  el control de las armas nucleares, la ampliación del Tratado de No Proliferación Nuclear así como del Acuerdo Marco de 1994 para congelar la producción de plutonio en Corea del Norte. 
En 1996, tras dejar su cargo, fue nombrado vicepresidente del Instituto de Estudios Catastróficos hasta 2001, así como asesor en el recién creado Departamento de Seguridad Nacional. 
Fuera de su actividad política, fue miembro del Consejo de Administración de la Corporación MITRE, Director del Instituto de Estudios Estratégicos, Delegado Empresarial en el Comité Nacional de los Estados Unidos, Secretario en la Sociedad Americana de Física y profesor de Física en Harvard entre 2000 y 2009.  

### Departamento de Defensa

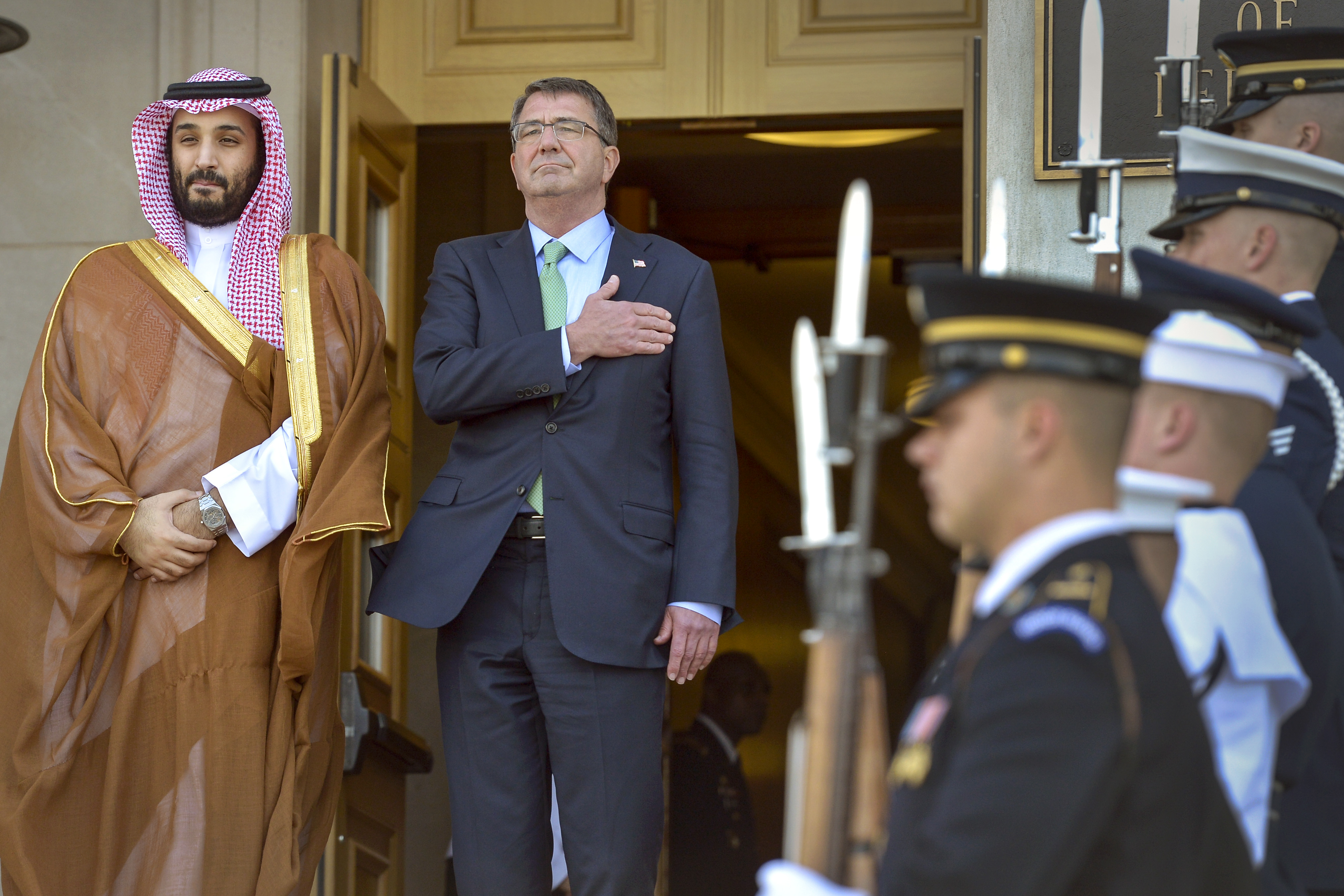
Carter da la bienvenida a Mohamed bin Salmán en el Pentágono, el 13 de mayo de 2015

En 2009 el entonces secretario de Defensa, Robert Gates, lo nombró como subsecretario de Defensa para Adquisiciones, Tecnología y Logística,  manteniéndose en dichas funciones hasta 2011 cuando es nombrado subsecretario de Defensa. 
Entre 2009 y 2013, Carter tuvo a su cargo la mayor adquisición de armamento de última tecnología desde la Segunda Guerra Mundial, la redistribución de 35.000 millones de dólares para la investigación procedentes de fondos recortados, así como introducir la energía renovable en vehículos militares como tanques o aviones. 

### Secretario de Defensa (2015 - 2017)
En noviembre de 2014, el entonces secretario de Defensa, Chuck Hagel, presentó su dimisión debido a diferencias en materia de enfrentamiento al terrorismo internacional, en especial al grupo terrorista Estado Islámico, con el presidente Obama. El 5 de diciembre de 2014, Obama presenta a Carter como nominado a secretario de Defensa.
Los republicanos vieron bien su nombramiento debido a su experiencia en pasadas administraciones así como por su alto nivel de independencia política. Durante las audiencias en el Comité de Servicios Armados del Senado, se mostró a favor de una mayor intervención militar en Ucrania e intervenir de manera inmediata sobre el Estado Islámico en Siria e Irak. El 1 de febrero de 2015 fue aprobado por unanimidad por el Comité del Senado, siendo ratificado por el Pleno del Senado el 12 de febrero. El 17 de febrero, juró su cargo frente al vicepresidente Joe Biden.

## Fallecimiento
Falleció de forma repentina en la noche del 24 de octubre del 2022, por un ataque al corazón.